# Þorsteinn Eiríksson
Þorsteinn Eiríksson (fl. X-XI secolo) è stato un esploratore islandese, il figlio più giovane di Erik il Rosso.

## Biografia
Il viaggio di Leifr Eiríksson viene ampiamente trattato a Brattahlíð e Thorvald, fratello di Leifr, pensa che Vínland non sia stata esplorata a sufficienza. Leifr offre la propria nave per un nuovo viaggio, e la proposta viene accettata. Salpando con un equipaggio di 30 uomini, Thorvald giunge a Vinland dove Leifr si era in precedenza accampato. Rimasero qui per l'inverno vivendo di pesca.
In primavera Thorvald partì in esplorazione salpando verso occidente. Non trovarono segni di abitazioni umane tranne che per un granaio. Tornarono al campo al sopraggiungere dell'inverno.
L'estate successiva Thorvald esplorò a est e a nord del campo. Ad un certo punto sbarcarono in un'area boscosa.
Thorvald disse: "Qui è bello, e voglio costruire la mia casa". Andarono alle navi, e guardando verso la spiaggia videro tre canoe di pelli con tre uomini su ognuna. Li catturarono tutti tranne uno che riuscì a fuggire con la propria barca. Uccisero gli otto prigionieri tornando alla base, guardandosi attorno e notando alcune alture sul fiordo. Immaginarono che li si trovassero le case.
I nativi Inuit, chiamati Skræling dai norreni, tornarono con molti rinforzi ed attaccarono Thorvald ed i suoi. Gli Skraeling spararono verso di loro per un certo tempo prima di ritirarsi. Thorvald fu ferito mortalmente e sepolto in Vinland. La sua ciurma ritornò in Groenlandia.
Thorsteinn Eriksson decise di andare a Vinland per recuperare il corpo del fratello. La stessa nave fu ripreparata, e Thorsteinn salpò con 25 uomini e la moglie Gudrid.
La spedizione non giunse mai a Vinland, e dopo aver passato l'intera estate a navigare si fermarono sulle coste della Groenlandia. Durante l'inverno Thorsteinn si ammalò e morì.